# Kaf
För KAF, se Kungliga Arméförvaltningen.
För suran i Koranen, se Qaf.
Kaf (ך,כ) är den elfte bokstaven i det hebreiska alfabetet.
כ är standardformen, men bokstaven skrivs i slutet av ord ut som ך
ך,כ har siffervärdet 20.

## Transkription och uttal
ך,כ transkriberas till svenska med "k", då den med dagesh-punktering (כּ) såsom beskrivs i artikeln om Bet uttalas som svenska "k", i ord som "karamell" och "kanin". Utan dagesh-punkt (כ) uttalas Kaf som det tyska "ch", i "Bach", eller det skotska "ch" i "Loch".